# PC10 François Faber
De PC10 François Faber is een langeafstandsfietsroute (Piste Cycable) van het Luxemburgse nationale fietsroutenetwerk in Luxemburg. De route is een verbinding tussen de PC1 Centrum-Radweg enerzijds en de PC6 Drei Länder-Radweg en de PC8 Rote Erde-Radweg anderzijds. Het traject is in twee richtingen bewegwijzerd. In Leudelange kan ook gekozen worden voor de PC9 Bergbau-Vorort-Radweg.
De route is vernoemd naar de Luxemburgse wielrenner François Faber.

## Aansluitingen met andere routes
- In Leudelange kan worden aangesloten op de PC1 Centrum-Radweg en op de PC9 Bergbau-Vorort-Radweg.
- In Bettembourg kan worden aangesloten op de PC6 Drei Länder-Radweg en op de PC8 Rote Erde-Radweg.